# 伊利亞·米洛塞維奇
| 303 Josephina | 1891年2月12日 |
| 306 Unitas    | 1891年3月1日  |

伊利亞·菲利波·弗朗西斯科·朱塞佩·馬利亞·米洛塞維奇（義大利語：Elia Filippo Francesco Giuseppe Maria Millosevich，1848年9月5日—1919年12月5日）是一名義大利天文學家。他專門計算彗星和小行星的軌道，尤其是愛神星。
他最初就讀於帕多瓦大學。他的第一篇論文是關於1874年和1882年金星凌日，引起了人們的注意，並讓他在威尼斯皇家商船學院擔任航海天文教授。1879年，他獲得羅馬學院天文台副主任的職位，該天文台與位於羅馬的中央氣象研究所有關聯，從1902年起，他接替彼得羅·塔基尼擔任該天文台的主任直到去世。
由於計算出愛神星的軌道，他在1898年和1904年榮獲義大利猞猁之眼國家科學院的天文學獎（Premio per l'Astronomia）。1911年，他榮獲法國科學院的龐特庫倫獎（Prix Gustave de Pontécoulant）。他出版了450多部小型和大型作品，以及大量的行星和彗星單次觀測報告。
2004年，由義大利天文學家皮耶羅·西科利和弗朗切斯科·曼卡發現的小行星69961以他命名。命名引文於2004年7月13日公布（M.P.C. 52326）。